# Henri-Auguste-Jules Patey

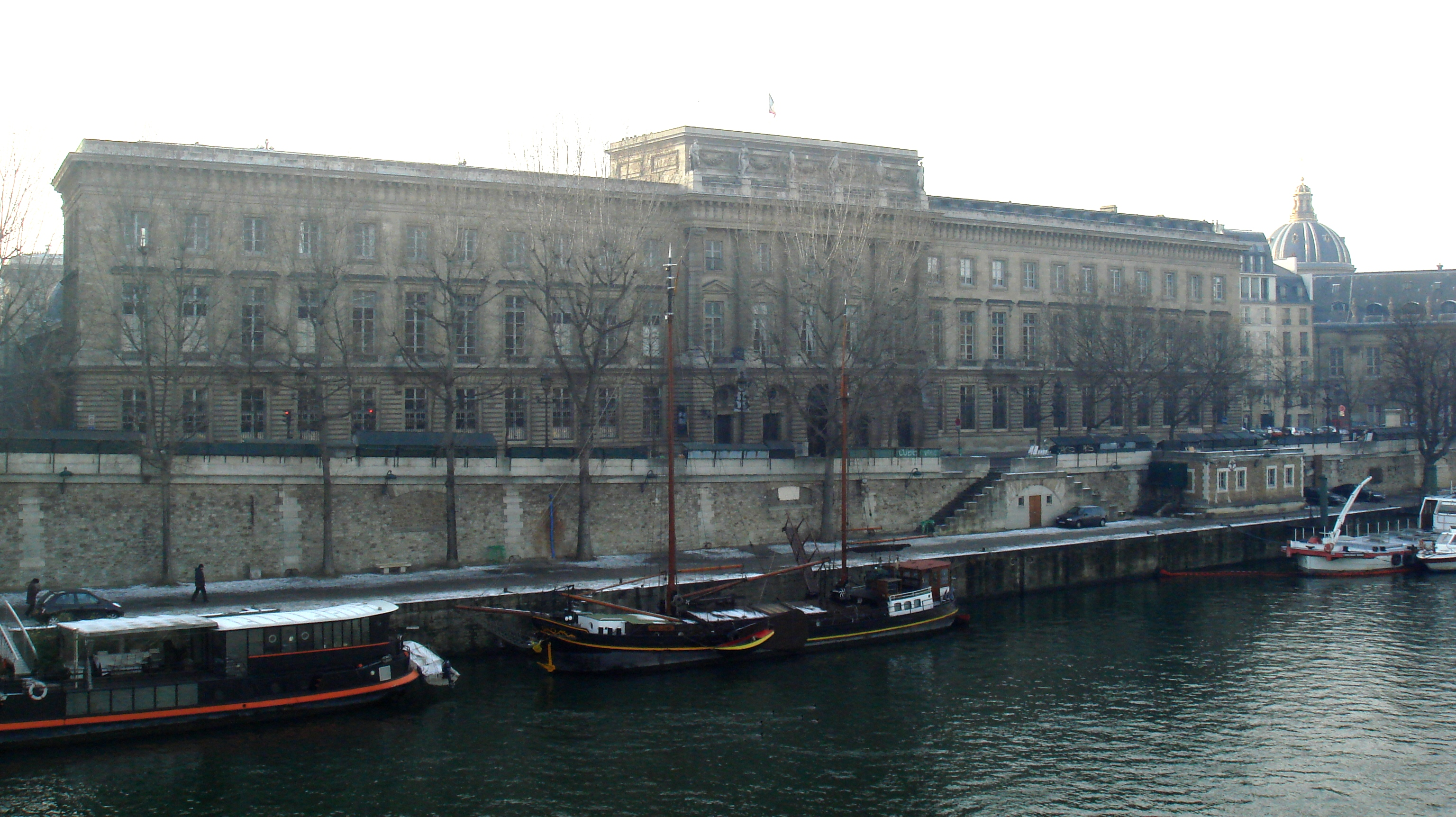
Fachada de la Casa de la moneda de París, establecimiento dedicado a la acuñación de monedas, donde Patey trabajó como grabador jefe.

Henri-Auguste-Jules Patey (París, Francia, 9 de septiembre de 1855-París, 17 de mayo de 1930) fue un escultor, grabador de medallas y monedas francés.

## Datos biográficos
Patey estudió escultura con Henri Chapu y grabado de medallas con Jules-Clément Chaplain. Fue admitido en la École nationale supérieure des beaux-arts en 1873. En 1875, ganó el segundo Premio de Roma de grabado de medallas. El año 1877 comenzó a exponer en el Salón de Pintura y Escultura de París. En 1881 ganó el primer Grand Prix de Roma en la misma disciplina. Miembro de la Sociedad de Artistas Franceses desde 1885. Ganó medallas en los salones de 1886 (tercero), 1887 (segundo) y 1894 (primer lugar). En la Exposición Universal de 1889 ganó una medalla de bronce. Obtuvo una Medalla de oro en la Exposición Universal de 1900. 
Patey produjo muchos retratos en medallas, no sólo de clientes, sino también de familiares y amigos. También fue autor de las decoraciones y modelos de monedas.
En 1898, se convirtió en caballero de la Legión de Honor. Fue nombrado miembro de la Academia de Bellas Artes Francesa en 1913.
Henri-Auguste Patey murió en 1930. 

## Obras
Sucedió a Jean Lagrange como grabador jefe de la Casa de la Moneda de París en 1896, cargo que ocupó hasta su muerte, siendo sustituido por Lucien Bazor.·
Patey utilizó una antorcha encendida como su marca de ceca. Ocupó el cargo hasta su fallecimiento en junio de 1930, siendo sustituido por Lucien Bazor. En este cargo, Patey diseñó el níquel de 25 céntimos de 1903. Esta pieza fue generalmente rechazada. Fue la primera moneda de cobre-níquel en Francia. El metal blanco era confundido con la plata y la moneda se confundía con la de 1 franco, a pesar de que el diseño era completamente diferente. Ensayos de monedas con un diseño y forma diferentes de 1904 y 1905 no fueron aceptadas. No diseñó otra moneda francesa tras el doble fracaso. Las monedas de cobre-níquel sólo obtuvieron aceptación a partir de 1914, cuando fueron producidas las monedas perforadas.
Patey también fue responsable de las siguientes monedas coloniales francesas y extranjeras:
- Camerún: 50 céntimos, 1 franco, 2 francos 1924-1926
- Indochina Francesa: 5 céntimos 1923-1943
- Guadalupe: 50 céntimos, 1 franco 1903, 1921
- Reino de Serbia, Croacia y Eslovenia: 50 para, 1 dinar, 2 Dinares, 20 Dinares 1925
- Tailandia: un baht 1908
- Togo: 50 céntimos, 1 franco, 2 francos 1924-1926
- Venezuela: monedas de 5 bolívares de los años 1900, 1901, 1904, 1905, 1910, 1911 y 1912.[6]

Y, posiblemente, monedas para Comores, Siria y Líbano producidas en la Casa de la Moneda de París. 